# Pseudo-Demòstenes
Pseudo-Demòstenes és el nom donat a l'autor (o autors) d'una sèrie de discursos conservats que s'havien atribuït fins llavors a l'orador atenenc Demòstenes, però que s'ha demostrat que no van ser escrits per ell.
Entre els discursos de pseudo-Demòstenes n'hi ha sis que van ser escrits per Apol·lodor d'Acarnes, (46, 49, 50, 52, 53 i 59), tots els quals semblen haver estat escrits pel mateix autor. L'autor d'aquests discursos ha estat identificat com el mateix Apol·lodor. El discurs 45 de Demòstenes també és atribuït a Apol·lodor, però sembla genuí. A més, el discurs 47, tot i que no es refereix a Apol·lodor, probablement va ser escrit pel mateix autor com aquests sis.
Friedrich Blass considera com a evidència que en realitat els discursos no van ser escrits per Apol·lodor, sinó per un logògraf menor desconegut.
No obstant això, Kapparis considera que el discurs 46 només pot haver estat compost per Apol·lodor, ja que no hi ha raó per la qual ell hauria contractat dos logògrafs diferents, un per compondre el seu primer discurs i un segon per a redactar la seva resposta en la defensa. Kapparis conclou que el discurs 46 va ser escrit per Demòstenes o per Apol·lodor, i com que estilísticament és dràsticament diferent dels discursos de Demòstenes i similar als altres discursos d'Apol·lodor, el mateix Apol·lodor hauria estat l'autor d'aquests discursos. A més, almenys dos dels discursos d'Apol·lodor (52 i 53) no podrien haver estat escrits per Demòstenes, perquè no era prou gran quan van ser escrits.